# 내 이름은 마야 (드라마)
《내 이름은 마야》는 1984년 8월 3일에 방영된 KBS 1TV 청소년문학관 시리즈 중 열세 번째 작품이다.

## 줄거리
마야는 단란한 가정에서 1남 3녀 중 막내로 가족들의 귀여움을 독차지하며 자란다. 어릴 때부터 너무 개구장이처럼 굴어서 오빠 후영이 악마라 불렀지만, 가족들은 악마라 부르기 힘든지 마야라고 하면서 중학생인 지금까지도 마야로 불린다. 어느날 마야는 친구들과 함께 요즘 학생들의 우상인 야구선구 김현수에게 팬 레터를 보내 답장을 받아낸 사람에게 나머지 친구들이 선물을 해주는 내기를 한다.

## 등장 인물

### 주요 인물
- 하희라 : 마야(김서영) 역

### 그 외 인물
- 남윤정 : 마야의 어머니 역
- 민지환 : 마야의 아버지 역
- 노영화 : 마야의 큰언니 역
- 황건일 : 김후영 역 - 마야의 오빠
- 이구순 : 민우 역 - 후영의 친구
- 정복임 : 김혜영 역 - 마야의 작은언니
- 장서희 : 선주 역 - 마야의 친구
- 이연수 : 지현 역 - 마야의 친구
- 남주희 : 은숙 역 - 마야의 친구
- 정소미 : 현숙 역 - 마야의 친구
- 맹호림 : 의사 역
- 최재성 : 김현수 역 - 야구선수
- 안문숙 : 이명지 역 - 오빠의 친구
- 김경애

## 편성 변경
- 오후 7시 45분에 올림픽 특집 《여기는 LA》의 편성으로 앞당겨 방송됨.